# Grzybówka dębowa
Grzybówka dębowa (Mycena polyadelpha (Lasch) Kühner) – gatunek grzybów z rodziny grzybówkowatych (Mycenaceae).

## Systematyka i nazewnictwo
Pozycja w klasyfikacji według Index Fungorum: Mycena, Mycenaceae, Agaricales, Agaricomycetidae, Agaricomycetes, Agaricomycotina, Basidiomycota, Fungi.
Takson ten opisał w 1828 r. Wilhelm Gottlob Lasch nadając mu nazwę Agaricus polyadelphus. Obecną, uznaną przez Index Fungorum nazwę nadał mu Robert Kühner w 1938 r.
Synonimy:
- Agaricus polyadelphus Lasch 1828
- Agaricus polyadelphus var. microscopicus Lasch 1828
- Androsaceus polyadelphus (Lasch) Pat. 1887
- Delicatula polyadelpha (Lasch) Cejp 1929
- Marasmius polyadelphus (Lasch) Cooke 1890
- Omphalia polyadelpha (Lasch) P. Kumm. 1886

Polską nazwę grzybówka dębowa nadała mu Maria Lisiewska w 1987 r.

## Morfologia
Kapelusz
Średnica 0,5–2,5 (–4) mm, półkulisty, paraboliczny lub wypukły, czasami na środku nieco zagłębiony, bruzdowany, prawie żłobiony, bardzo cienki, częściowo prześwitujący. Powierzchnia owłosiona lub ziarnisto- owłosiona, mniej lub bardziej błyszcząca, biała.
Blaszki
W liczbie 0–8 (–11) dochodzących do trzonu, prawie równe lub lekko łukowate, często bardzo wąskie, szeroko przyrośnięte, ale nie zawsze dochodzące do trzonu, białe.
Trzon
Wysokość 5–50 mm, grubość 0,1–0,2 mm, nitkowaty, giętki, równy. Powierzchnia oprószona, w większej części jedwabista, u podstawy owłosiona, wodniście biała, czasem przy podstawie brązowawa.
Miąższ
Bez zapachu.
Cechy mikroskopowe
Podstawki 15–18 × 8–10 µm, szeroko maczugowate, 2-zarodnikowe lub 4-zarodnikowe. Zarodniki na podstawkach 4-zarodnikowych 9–11,8 × 3,5–5 µm, Q=2,2–23,2, Qav =2,6, pipetowate, wydłużone, czasem prawie cylindryczne, gładkie, amyloidalne. Cheilocystydy 15–27 × 8–15,5 µm, maczugowate, grudkowate, prawie cylindryczne do spółkulistych, pokryte licznymi, równomiernie rozmieszczonymi brodawkami lub krótkimi naroślami o długości 1-2 µm. Pleurocystyd brak. Trama blaszek dekstrynoidalna, w odczynniku Melzera winna. Strzępki włosków kapelusza o szerokości 2,5–20 µm, gęsto pokryte brodawkami, z mniej lub bardziej rozdętymi komórkami końcowymi. Strzępki warstwy korowej trzonu o szerokości 1,8–5 µm, pokryte cylindrycznymi naroślami o długości 1–5 µm. Kaulocystydy o szerokości 5–16 µm, maczugowate, pokryte wąskimi, cylindrycznymi naroślami. Sprzążki obecne w strzępkach wszystkich części grzyba w postaci 4-zarodnikowej, w postaci 2-zarodnikowej nieobecne.

## Występowanie i siedlisko
Grzybówka dębowa występuje w niektórych krajach Europy. Władysław Wojewoda w zestawieniu grzybów wielkoowocnikowych Polski w 2003 r. przytacza 10 stanowisk z uwagą, że prawdopodobnie gatunek ten nie jest zagrożony. Bardziej aktualne stanowiska podaje internetowy atlas grzybów. Zaliczony w nim jest do gatunków rzadkich, wartych objęcia ochroną.
Grzyb saprotroficzny. Rośnie w lasach liściastych pod grabami, dębami i bukami, Rozwija się na opadłych liściach, zwłaszcza dębu, rzadziej na liściach olszy i grabu, obserwowano ją także na liściach buka. Owocniki pojawiają się późną jesienią, od października do grudnia.

## Gatunki podobne
Grzybówka dębowa charakteryzuje się niewielkimi rozmiarami, białym kolorem całego owocnika, odległymi, szeroko przylegającymi blaszkami, cheilocystydami pokrytymi brodawkami oraz występowaniem na butwiejących liściach dębu. Może być pomylona z grzybówką włoskowatotrzonową (Mycena capillaris), od której różni się bardzo niewiele. M. capillaris zwykle zmienia kolor na szarawy do blado szarobrązowego w środku kapelusza, blaszki ma węższe, trzon jest dość ciemnoszarobrązowy do czarniawego u bardzo młodych okazów, a zarodniki są węższe.
Istnieje kilka gatunków rosnących na opadłych liściach dębu. Mycena bertaultiana, Mycena catalaunica i grzybówka bladoszara (Mycena smithiana) charakteryzują się różowawym kolorem. Dwa pierwsze gatunki w Polsce nie występują. W południowej Europie występuje Mycena quercus-ilicis różniąca się od M. polyadelpha między innymi tym, że ma zarodniki od szerokich do pipetowatych i prawie kulistych. Znana z Hiszpanii Mycena querciphila różni się bladym, oliwkowo-żółtym, żółtawo-brązowym do ciemnoszarego oliwkowo-szarym kapeluszem i gładkimi cheilocystydami.
Na liściach dębu rośnie jeszcze jedna mała grzybówka pofałdowana (M. mucor). Charakteryzuje się trzonkiem z małym dyskiem w podstawie trzonu, oddzielną, elastyczną błonką, a jej cheilocystydy mają nieliczne, długie narośla.